# 布伦瑞克级护卫舰
布伦瑞克级护卫舰（德語：Braunschweig-Klasse）有時也被稱為Korvette 130 ,K130型护卫舰是德国海军的護衛艦。用于替代143A型飛彈快艇等。并用以弥补快艇与护卫舰之间的力量空隙。布倫瑞克級使用了很多新技术，鉴于其排水量將而被划分为护卫舰。

## 概述
在海軍中期發展計劃中，德國將新一代護衛艦和防空巡防艦（薩克森級巡防艦）並列重點發展項目。1995年9月德國國防部批准K-130（Klasse 130，Type 130）計畫，2001年基本設計定案。 包括HDW，Blohm+Voss、吕森等德國主要造船廠皆參與競標。 Blohm+Voss、ThyssenKrupp Marine Systems，Nordseewerke、呂爾森、DASA和法國Thomson-CSF等廠商以Blohm+Voss為首組成ARGE集團。 最終德國國防部選擇了ARGE集團為K-130的設計建造廠商。Thomson-CSF後來成為Thales集團的主體， 負責K-130型的作戰、光電感測系統、數位通訊網路的研發整合及海試工作。 德國聯邦議會於2001年12月12日通過K-130型建造計畫，德國國防部同時也與ARGE集團簽約（簽約5艘）。依照當初德國海軍的要求，K-130型要全面取代德國海軍原有的148型、143型、143A型等飛彈快艇， 並達成以下技術指標：
- 成本適中
- 排水量1400噸左右
- 吃水淺以利近岸操作
- 續航力達2000~3000海里（經濟航速）
- 最高航速25~30節
- 持續在海上操作7至10天
- 良好的加速性與低速航行時的靈活性
- 具有海上橫向補給能力

2004年初，德國正式將K-130命名為布倫瑞克級（Braunschweig class）本級艦頭兩艘分別在2006年4月和9月下水，全部五艘原訂在2007至2008年間陸續服役；首艦布倫瑞克號原定在2007年5月服役， 但試航時其中一根大軸發生問題導致該艦延至2008年4月16日才服役。首艦布倫瑞克號的成本約2.08億歐元。
德國原定建造15艘布倫瑞克級（拆分成三批各五艘）並預計在2015年交付完畢；然而，由於第一批即發生不少品質與技術瑕疵，使得後續的採購作業延誤。
2016年10月16日，德國宣布在2017年度國防預算中增購第二批五艘布倫瑞克級，預算約15億歐元，在2019~2023年交付完畢 ，為了滿足波羅的海、地中海乃至於其他地區部署的軍事需求和因應俄羅斯的威脅，同時接替陸續除役的143A獵豹級（Gepard class）飛彈快艇遺留的空缺，德國國會在2016年11月11日通過了第二批布倫瑞克級護衛艦的預算。第二批布倫瑞克級會有小幅度的變更與修改。
除了水面作戰外，布倫瑞克級的任務還包括監視、情報蒐集、水雷作戰、海岸防衛、支援海外維和行動、航運安全維護與人道援助等。能獨立迎擊從遠洋而來並威脅沿岸的敵方艦艇，任務同巡防艦相比，布倫瑞克級吃水較淺及靈活度較高比巡防艦更適合在近岸中操作。隨著德國開始組建有效的海外遠征武力， 能遠渡重洋駛往發展亞洲大陸或中東、非洲等衝突區域進行實力投射，進而鞏固德國在歐盟快速反應部隊的主導地位，因此德國海軍迫切希望能夠獲得布倫瑞克級這種擁有相海外操作能力的艦艇來取代只能在沿岸操作的飛彈快艇。而布倫瑞克級便是德國在低強度衝突區域展現實力的重要武力。2006年10月25日，德國國防部發表新的白皮書公布大規模組織變革，依照功能任務分成三種，分別是負責在世界各地執行高強度聯合作戰的快速打擊部隊、負責國土防禦與國際維和等中/低強度作戰任務的穩定部隊， 以及專門負責後勤支援與國內安全的支援部隊，同時打破了現行的陸海空三軍建制，創建了強調多兵種聯合作戰的打擊力量、穩定力量和支援力量三位一體的建軍模式。在新的作戰編制中，德國海軍在快速打擊武力之下成立輕型巡防艦隊第一支隊。它是德國聯邦國防軍打擊力量的重要組成部分，同時編入歐盟和北約的快速反應部隊。布倫瑞克級在值勤期間將經常隨歐盟與北約的海上快速反應部隊參與跨海聯合軍事行動。

## 設計
布倫瑞克級的基本設計著重於匿蹤，可攜帶一艘高速突擊艇與一艘水上摩托救難艇 ；艦上備有飛行甲板但不設置直昇機機庫（稍後納入UAV機庫），能供NH-90直升機起降（NH-90直升機當時仍在研製中），具備與直昇機協同作戰；以艦砲實施近距離水面攻擊時，能同時攻擊兩個水面目標，並以反艦飛彈攻擊第三個海上目標，具備同時攔截不同方向來襲反艦飛彈的自衛能力（含硬殺與電子反制軟殺），並能與其他艦艇遂行聯合作戰。（182型、143型、143A型飛彈快艇雖然具備反應速度快、火力強等特點但卻缺乏耐波力與自持力等而無海洋遠航作戰能力）。　　

## 服役經歷
布倫瑞克號在2012年參與聯合國黎巴嫩部隊（United Nations Interim Force in Lebano，UNIFIL）的部署，期間布倫瑞克號有75%的時間在海上值勤，25%的時間停泊在賽普勒斯的利馬索爾，2013年4月再次部署。

## 使用国
- 德国
- 以色列 - 2015年以色列国防部已与德国蒂森克虜伯海洋系統(TKMS)签订一份值4.3亿欧元的合约，为以色列海军购买四艘先进水面舰艇，以色列命名為薩爾6型護衛艦 。这些舰艇将在德国基尔的德国海军造船厂建造，并计划于五年内交付，首艘于2020年入役以色列海军。[2]。薩爾6型護衛艦排水量約2,000吨，长90m。装备一座奧托梅萊拉76公厘艦炮、两套拉斐爾颱風武器站、四具八聯裝闪电-8导弹防空飛彈(射程70至100km)、四具十聯裝垂直发射鐵穹防禦系統(射程20km)、四具四聯裝MK-141發射管填裝AGM-84魚叉反艦飛彈、S波段EL/M-2248 MF-STAR電子掃描陣列雷達（前三后一）、两套324mm鱼雷发射管。具有直升機庫，並可攜帶一架SH-60海鷹直升機。[3]

## 同級艦
| 舷號   | 艦名                                    | 下水日期       | 服役日期      | 備註   |        |        |
| 第一批 | 第一批                                  | 第一批         | 第一批        | 第一批 | 第一批 | 第一批 |
| ------ | --------------------------------------- | -------------- | ------------- | ------ | ------ | ------ |
| F260   | 布倫瑞克號Braunschweig                  | 2006年4月19日  | 2008年4月16日 | 服役中 |        |        |
| F261   | 馬德堡號Magdeburg                       | 2006年9月6日   | 2008年9月22日 | 服役中 |        |        |
| F262   | 埃爾福特號Erfurt                        | 2007年3月29日  | 2013年2月28日 | 服役中 |        |        |
| F263   | 奧爾登堡號Oldenburg                     | 2007年6月28日  | 2013年1月21日 | 服役中 |        |        |
| F264   | 萊茵河畔路德維希號Ludwigshafen am Rhein | 2007年9月26日  | 2013年3月21日 | 服役中 |        |        |
| 第二批 |                                         |                |               |        |        |        |
| F265   | 科隆號Köln                              | 2020年10月30日 | 預計2025年    | 已下水 |        |        |
| F266   | 埃姆登號Emden                           |                |               | 建造中 |        |        |
| F267   | 卡爾斯魯厄號Karlsruhe                   |                |               | 建造中 |        |        |
| F268   | 奧格斯堡號Augsburg                      |                |               | 訂購中 |        |        |
| F269   | 呂貝克號Lübeck                          |                |               | 建造中 |        |        |

## 相关
- 维士比级护卫舰  瑞典
- 056型护卫舰  中国
- 056A型护卫舰  中国
- 20380型轻型护卫舰  俄羅斯
- 薩爾6型護衛艦 以色列海军